# Holthausen (Lingen)
Holthausen ist ein Stadtteil der emsländischen Stadt Lingen (Ems). Verwaltungstechnisch bildet er mit dem nördlicher gelegenen Stadtteil Biene eine Einheit und wird daher auch zusammen als Holthausen-Biene bezeichnet.

## Geschichte
1970 wurde das bis dahin selbstständige Biene zu Holthausen eingemeindet. Diese Einheitsgemeinde hatte jedoch nur kurzen Bestand, am 1. März 1974 erfolgte die Eingemeindung in die Stadt Lingen. Noch kurz vor der Eingemeindung wurde im Februar 1974 mit dem Bau eines Dorfgemeinschaftshauses begonnen, das Gebäude wurde im September desselben Jahres fertiggestellt.

## Politik
Der Ortsrat, der Holthausen vertritt, setzt sich aus elf Mitgliedern zusammen. Die Ratsmitglieder werden durch eine Kommunalwahl für jeweils fünf Jahre gewählt. Die aktuelle Amtszeit begann am 1. November 2021 und endet am 31. Oktober 2026.
Bei der Kommunalwahl 2021 ergab sich folgende Sitzverteilung:
| Ortsrat 2021Insgesamt 11 Sitze - BN: 1 - FDP: 2 - CDU: 8 |

### Bürgermeister
Ehemalige Gemeinde Holthausen
- 19??–1974 Laurenz Keuters[2]
- 2021-heute Katharina Mehring

## Verkehr
Östlich von Holthausen (Ems) verläuft die Bahnstrecke Rheine–Norddeich Mole. Nächstgelegener Bahnhof ist Lingen (Ems).